# Cultellus albidus
Cultellus albidus is een tweekleppigensoort uit de familie van de Pharidae. De wetenschappelijke naam van de soort is voor het eerst geldig gepubliceerd in 1874 door Sowerby.